# Churchill (Île-du-Prince-Édouard)
Churchill est un village dans le canton du Lot 65 dans le comté de Queens de l'Île-du-Prince-Édouard au Canada, immédiatement à l'ouest de New Haven.
Churchill est dans les collines Bonshaw, un plateau au centre de la province. Les collines Strathgartney sépare la communauté de Bonshaw à l'ouest.

## Émetteurs
Les collines Strathgartney est l'endroit où il y a plusieurs télédiffusions de radio et de télévision, qui desserve la partie centrale de l'Île-du-Prince-Édouard qui inclut Charlottetown et Summerside.
Les émetteurs sont sur la plus grande tour de transmission, qui appartient à la Société Radio-Canada et inclut:
Télévision publique
- CBC Television - CBCT-DT
- SRC - CBAFT-DT

Radio publique
- CBC Radio One - CBCT-FM
- CBC Radio 2 - CBH-FM
- Première Chaîne - CBAF-FM-15
- Espace musique - CBAX-FM

Radio commerciale
- CKQK-FM
- CHTN-FM